# Niobe (Schiff, 1898)
Der Geschützte Kreuzer Niobe kam als zweites der acht Schiffe der Diadem-Klasse der Royal Navy 1898 in Dienst.
1910 wurde die Niobe an die neugegründete Royal Canadian Navy verkauft und kam als deren erster Kreuzer in Dienst. Nach kurzem Kriegseinsatz war sie seit Ende 1915 nicht mehr einsatzbereit, wurde als Ausbildungsschiff genutzt und 1922 abgebrochen.

## Lebenslauf
Die Niobe wurde auf der Schiffswerft von Vickers Ltd. in Barrow-in-Furness als zweites Schiff der Diadem-Klasse im Dezember 1895 begonnen, lief am 20. Februar 1897 vom Stapel und kam am 6. Dezember 1898 als zweites Schiff der Klasse und als viertes Schiff der Royal Navy als HMS Niobe in Dienst.

### Dienst in der Royal Navy
Ab dem 20. Oktober 1899 verlegte die bislang in den Heimatgewässern Dienst leistende Niobe nach Südafrika, wo sie am 25. November eintraf und bis zum 23. August 1900 stationiert blieb. Während dieses Einsatzes unterstützte sie am 4. Dezember 1899 in St. Helena Bay die Rettung der Truppen vom am St Columbine Point aufgelaufenen Dampfer Ismore. Im April 1900 transportierte sie gefangene Buren, unter anderen den General Piet Cronjé, nach St. Helena in die Internierung.
Nach Rückkehr wieder bei der Channel Squadron begleitete sie ab Mitte März 1901 zusammen mit ihrem Schwesterschiff HMS Diadem die königliche Yacht Ophir mit dem Thronfolger und Gemahlin an Bord von Portsmouth bis Gibraltar auf dessen Reise nach Australien zur dortigen Parlamentseröffnung. Die Ophir setzte die Reise in Begleitung von Kreuzern der berührten Stationen durch das Mittelmeer, den Suezkanal, über Aden, Colombo, Singapur nach Australien fort. Sie besuchte auch noch Neuseeland und trat die Rückreise über Südafrika noch zu einem Besuch von Kanada an. Niobe und Diadem trafen mit der königlichen Yacht wieder in São Vicente (Kap Verde) zusammen, lösten die beiden Begleitkreuzer ab Aden (HMS St George, HMS Juno) ab und begleiteten das Thronfolgerpaar nach Kanada und von dort in die Heimat.
Im Sommer 1906 gehörte der Kreuzer zu den Reserveeinheiten in Devonport.

### Kreuzer der Kanadischen Marine

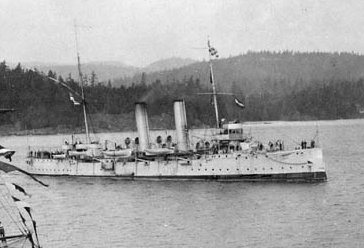
HMCS Rainbow, der zweite Kreuzer der kanadischen Marine

Die Entscheidung, in den größeren Commonwealth-Staaten eigene Marinen aufzubauen, führte 1910 zum Verkauf der Niobe und der Rainbow an die neugegründete Royal Canadian Navy. Sie gilt als deren erstes Schiff. Sie stellte am 6. September 1910 in Devonport in Dienst und erreichte Halifax am 21. Oktober.
Die Rainbow der Apollo-Klasse stellte zwar schon am 4. August 1910 in Portsmouth in Dienst, wurde aber erst mit dem Eintreffen in Esquimalt am 7. November ein kanadisches Schiff.
In der Nacht vom 30. auf den 31. Juli 1911 lief die Niobe vor Sable Island, Nova Scotia, auf Grund. Mit Unterstützung des Panzerkreuzers Cornwall, der dabei auch kurz auflief, und der Flut kam die Niobe zwar frei, war aber erheblich beschädigt. Der Rumpf hatte eine Vielzahl von Löchern und eine Maschine stand unter Wasser. Die Reparaturen dauerten 18 Monate und die Höchstgeschwindigkeit des Kreuzers war dauerhaft herabgesetzt. Er tat aber weiter Dienst als Ausbildungsschiff.

### Kriegseinsatz
Die Niobe schloss sich nach dem Kriegsbeginn dem 4. Kreuzergeschwader der Royal Navy auf der North America and West Indies Station an. Die Hauptkräfte des Geschwaders unter Konteradmiral Christopher Cradock befanden sich bei Kriegsbeginn wegen des Bürgerkriegs in Mexiko weiter südlich und versuchten die dort auch eingesetzten deutschen Kreuzer Karlsruhe und Dresden zu stellen. Cradock marschierte nach der Mobilmachung mit den zur Verstärkung hinzugestoßenen Panzerkreuzern Good Hope und Monmouth weiter nach Süden und unterlag im Seegefecht bei Coronel dem deutschen Kreuzergeschwader unter Graf Spee.
Die Niobe versuchte – nicht ohne Erfolg – deutsche Schiffe vor der US-amerikanischen Küste aufzubringen. Nach einem Jahr Einsatzzeit wurde das ziemlich verbrauchte Schiff am 6. September 1915 in Halifax außer Dienst gestellt. Sie diente dann nur noch als stationäres Ausbildungs- und Stabschiff. Bei der großen Halifax-Explosion am 6. Dezember 1917, als der französischen Munitionsfrachters Mont Blanc im Hafen von Halifax eine der größten Explosionen der Geschichte auslöste, wurde sie schwer beschädigt. 18 Besatzungsangehörige starben. Das beschädigte Schiff wurde bis 1920 weiter genutzt, ehe es endgültig außer Dienst gestellt und zum Abbruch verkauft wurde, der 1922 in Philadelphia erfolgte.